# Rachel Podger
Rachel Podger (Inglaterra, 30 de mayo de 1968) es una violinista, directora de orquesta y profesora de música británica, especializada en la interpretación de la música barroca.

## Vida
Nació de padre británico y madre alemana. Fue educada en la escuela alemana de Rudolf Steiner y luego volvió a estudiar primero con Perry Hart, luego en la Guildhall School of Music and Drama con David Takeno, Pauline Scott y Micaela Comberti.
Durante sus estudios, fue cofundadora de los grupos de cámara barroca The Palladian Ensemble y Florilegium, y trabajó con conjuntos de instrumentos de época como New London Consort y London Baroque.

## Carrera

### Como intérprete
A menudo dirige orquestas barrocas desde el violín. Fue la líder de los Gabrieli Consort and Players y más tarde de The English Concert de 1997 a 2002, realizando numerosas giras, a menudo como solista en los conciertos de Las cuatro estaciones y Grosso mogul de Vivaldi. 

### Como directora de orquesta
En 2004 asumió la dirección invitada de la Orchestra of the Age of Enlightenment, abriendo con una gira en los Estados Unidos con los Conciertos de Brandeburgo de Bach. Actualmente también trabaja como directora invitada en Arte dei Suonatori de Polonia, Musica Angelica y Santa Fe Pro Musica, ambas en los Estados Unidos, y como solista en The Academy of Ancient Music.

### Como profesora
Podger es también profesora de violín barroco tanto en la Guildhall School of Music and Drama como en el Royal Welsh College of Music and Drama y también enseña regularmente en la Hochschule für Künste de Bremen. En septiembre de 2008 asumió la recién fundada Cátedra Micaela Comberti de violín barroco en la Royal Academy of Music en Londres y luego se convirtió en profesora de violín barroco en la Real Academia Danesa de Música en Copenhague.
Cuando no está de gira con varias orquestas y otros intérpretes clásicos, Podger trabaja con su compañera en Brecon, Gales del Sur, ayudando a músicos jóvenes a través del Mozart Music Fund, que fundó en 2006, y organiza talleres y recitales. En 2006 también fundaron el Festival Barroco Brecon anual que se celebra en el penúltimo fin de semana de octubre de cada año.

## Instrumentos
Podger toca un violín hecho en Génova en 1739 por Pesarinius, un alumno posterior de Antonio Stradivari. Inicialmente interpretó con una copia de Stradivarius de 1988 de Rowland Ross, y grabó Haydn y Mozart en el Crespi Stradivarius de 1699.

## Premios y reconocimientos
- En 2015 fue la primera mujer en recibir el Premio Bach de la Royal Academy of Music/Kohn Foundation.[3]
- En 2018 ganó el Premio Gramophone artista del año.
- En 2022 fue nombrada Miembro de la Sociedad Científica de Gales o Fellow of the Learned Society of Wales (FLSW).[4]

## Discografía selecta
Podger graba para el sello Channel Classics.
- 1995 – Purcell: Sonatas of 3 parts. Pavlo Beznosiuk, Christopher Hogwood (L'Oiseau-Lyre).
- 1997 – Bach: Solo & double violin concertos. Andrew Manze (Harmonia Mundi France).
- 1999 – Bach: Complete sonatas & partitas for violin solo, vol. 1 & 2 (Channel Classics). Recomendado en "Building a Library" de BBC Radio 3.
- 2000 – Bach: Complete sonatas for violin and harpsichord. Trevor Pinnock (Channel Classics).
- 2002 – Rameau: Pieces de clavecin en concerts. Trevor Pinnock, Jonathan Manson (Channel Classics).
- 2002 – Telemann: 12 fantasies for solo violin (Channel Classics).
- 2003 – Vivaldi: 12 La stravaganza concertos. Arte dei Suonatori (Channel Classics; CD, SACD & Studio Master). Ganó la mejor grabación barroca de la revista Gramophone en 2003.
- 2004-2009 – Mozart: Complete sonatas for violin and fortepiano. Gary Cooper, vol. 1–8 (Channel Classics).
- 2010 – Bach: Solo violin concertos. Brecon Baroque (Channel Classics).
- 2011 – Mozart & Haydn: Violin concertos. Orchestra of the Age of Enlightenment; Pavlo Beznosiuk, viola (Channel Classics; CD, SACD & Studio Master).
- 2015 – Vivaldi: L'estro armonico. Brecon Baroque (Channel Classics). Ganó la grabación del mes en Gramophone en abril de 2015.
- 2017 – Bach: Die Kunst Der Fuge. Brecon Baroque (Channel Classics).